# Silvia Caballero
Silvia María Caballero Crousillat (Lima, 1 de marzo de 1968) es una actriz y modelo peruana.

## Biografía
Caballero apareció en el video musical "Lo Peor de Todo" de la banda de rock peruana Río en 1986.
Luego actuó en novelas como Latin Lover, Todo Sombre Camila y Bellas y Ambiciosas.

## Filmografía

### Televisión

#### Programas
- Zona de Impacto

#### Series y telenovelas
- Latin Lover (2001) como Valeria
- Todo sobre Camila (2002)
- Bellas y Ambiciosas (2006) como Diana.
- Madres, Amor y vida (2022)
- The Inmortal (2024)

#### Vídeos musicales
- Rio – Lo Peor de Todo (1986)

## Teatro
- 'Ni Puta Ni Santa[1] (2014)